# 4300 Марґ Едмондсон
4300 Марґ Едмондсон (4300 Marg Edmondson) — астероїд головного поясу, відкритий 18 вересня 1955 року.
Тіссеранів параметр щодо Юпітера — 3,560.